# Paula Cifuentes
Paula Cifuentes (Madrid, 1985) es una escritora y traductora española. 
Es ganadora de certámenes literarios como el Ciudad de Marbella de relato corto, el Aula del periódico El Mundo o el Jóvenes Creadores del Ayuntamiento del Madrid. Publicó su primera novela, La ruta de las tormentas con veintiún años, en el año 2006. Se trata de una ficción histórica sobre el entorno de Cristóbal Colón, narrada por el hijo ilegítimo de este, Hernando Colón.
Un año después apareció Tiempo de bastardos. De nuevo perteneciente al género histórico, esta obra se acerca a la figura de Beatriz de Portugal, a la casa de Borgoña y a una tumultuosa historia monárquica en el siglo XIV.
La autora residió a los dieciocho años durante un año (2003-2004, segunda promoción) en la Fundación Antonio Gala para jóvenes creadores, junto a otros artistas incipientes como Cristian Crusat o Javier Vela.
Es licenciada en Derecho español por la Universidad Complutense y Derecho francés por la Universidad de la Sorbona de París. 
Ha colaborado en varios medios de comunicación como Diario Público, El Mundo y el El País.
Como traductora ha sido finalista del Premio Rosetta de traducción.

## Obras

### Novela
- La ruta de las tormentas: diario de a bordo de Hernando Colón (Ediciones Martínez Roca, 2006).
- Tiempo de bastardos: Beatriz de Portugal, una mujer contra su destino (Ediciones Martínez Roca, 2007).
- María Cristina. Reina gobernadora (Editorial Ariel, 2020, 232 págs.).

## Premios
- 2007: finalista del Premio de Novela Histórica Alfonso X El Sabio por Tiempo de bastardos: Beatriz de Portugal, una mujer contra su destino.